# Santa Ana (Stany Zjednoczone)
Santa Ana – miasto w Stanach Zjednoczonych, w stanie Kalifornia, siedziba administracyjna hrabstwa Orange (obszar metropolitalny Los Angeles). Miasto leży nad rzeką Santa Ana. Według spisu w 2020 roku liczy 310,2 tys. mieszkańców, co czyni je drugim pod względem zaludnienia miastem w hrabstwie Orange (po Anaheim) i 13. co do wielkości w Kalifornii. Jest jednym z najbardziej latynoskich dużych miast w USA, gdzie ponad trzy czwarte populacji to Latynosi.
W mieście rozwinął się przemysł spożywczy, elektroniczny oraz chemiczny.

## Demografia
W latach 2000–2020 populacja miasta spadła o 8,2%. Według danych pięcioletnich z 2022 roku, struktura rasowa miasta wygląda następująco: 25,3% mieszkańców stanowiła ludność biała (9,1% nie licząc Latynosów), 13% miało rasę mieszaną, 11,8% to Azjaci, 1,1% to czarnoskórzy Amerykanie lub Afroamerykanie, 1,1% to rdzenna ludność Ameryki i 0,2% to Hawajczycy i mieszkańcy innych wysp Pacyfiku. Latynosi stanowili 77% ludności miasta.
Do największych grup należą osoby pochodzenia meksykańskiego (71,1%) i wietnamskiego (7,8%).

## Bezdomność
Miasto od lat zmaga się z problemem bezdomności. Na początku 2018 r. populacja bezdomnych w Santa Ana wzrosła do ponad 1600 osób.